# Corti Generali
Le Corti Generali (in spagnolo Cortes Generales) sono il parlamento bicamerale della Spagna e detengono il potere legislativo nel paese.

## Storia
Il primo parlamento spagnolo furono le Cortes di Cadice dal 1810 al 1814 che emanarono la Costituzione spagnola del 1812.
Seguirono le cosiddette Cortes del Trienio, dal 1820 al 1823, 
L'organo legislativo fu riattivato con le Cortes del Sessennio democratico, dal 1868 al 1874
e quindi quelle de la Restauración dal 1876 al 1923.
Dopo la caduta della monarchia, nel 1931 vi furono le Cortes costituenti e quelle  de la Segunda República (1933 e 1936) fino al 1939 (nel luglio 1936 scoppiò la guerra civile spagnola).
Durante il Franchismo dal 1942 l'organo legislativo furono le Cortes Españolas che si conclusero nella Transizione spagnola con l'Assemblea Costituente eletta nel 1977. 
Le attuali Cortes bicamerali furono istituite con la Costituzione spagnola del 1978, ed entrarono in funzione con le elezioni generali del 1979.

## Forma e poteri
Il parlamento ha una forma bicamerale, composta:
- dal Congresso dei Deputati, la camera bassa,
- dal Senato, la camera alta.

Il numero dei parlamentari è variabile e attualmente sono composte da 614 membri: 350 deputati e 264 senatori.
La legislatura ha una durata di quattro anni. 
Le Cortes hanno il potere di emanare leggi e di emendare la Costituzione. Inoltre, il Congresso può dare o negare la fiducia al Presidente del Governo.